# Mongoloraphidia (Alatauoraphidia) dolinella
Mongoloraphidia (Alatauoraphidia) dolinella is een kameelhalsvliegensoort uit de familie van de Raphidiidae. De soort komt voor in Kazachstan.
Mongoloraphidia (Alatauoraphidia) dolinella werd voor het eerst wetenschappelijk beschreven door U. Aspöck & H. Aspöck in 1991.